# Ostrygojad afrykański
Ostrygojad afrykański (Haematopus moquini) – gatunek średniej wielkości ptaka z rodziny ostrygojadów (Haematopodidae). Występuje u wybrzeży Namibii i Południowej Afryki. Nie jest zagrożony wyginięciem.

## Taksonomia
Po raz pierwszy zgodnie z zasadami nazewnictwa binominalnego gatunek opisał Karol Lucjan Bonaparte w 1856 na podstawie holotypu z Przylądka Dobrej Nadziei. Nadał mu nazwę Haematopus moquini, akceptowaną obecnie przez Międzynarodowy Komitet Ornitologiczny (IOC). Dawniej ostrygojad afrykański bywał uznawany za jeden gatunek z ostrygojadami: kanaryjskim (H. meadewaldoi) i zwyczajnym (H. ostralegus), na przykład w Check-list of birds of the world (1934). IOC uznaje ostrygojada afrykańskiego za gatunek monotypowy, podobnie jak autorzy Handbook of the Birds of the World.

## Morfologia
Długość ciała wynosi 42–45 cm; masa ciała samców 582–757 g, samic: 646–800 g. Osobniki dorosłe mają całkowicie czarne upierzenie. Na wierzchu ciała widoczny połysk, szczególnie w porze lęgowej. Tęczówka czerwona, nogi o intensywnej różowej barwie. Obrączka oczna i dziób są pomarańczowoczerwone. Osobniki młodociane wyróżniają się bardziej brązowym upierzeniem z szerokimi płowymi krawędziami piór wierzchu ciała i pokryw skrzydłowych. U dorosłych jedynym kontrastem z czarnym upierzeniem jest biała stosina zewnętrznej lotki I rzędu. Wymiary szczegółowe: długość skrzydła 269–301 mm; długość dzioba 58–89 mm; długość skoku 53–56 mm; długość ogona 102–110 mm.

## Zasięg występowania
Zasięg występowania ostrygojadów afrykańskich rozciąga się od północnej Namibii na południe po Przylądek Dobrej Nadziei i dalej na wschód po KwaZulu-Natal. W południowej Angoli pojawiają się niemal wyłącznie poza sezonem lęgowym. BirdLife International szacuje zasięg występowania na 1,69 mln km².

## Ekologia i zachowanie
Ostrygojady afrykańskie występują zwykle na skalistych wybrzeżach, często licznie pojawiając się na przybrzeżnych wysepkach. Pojawiają się także na wybrzeżach piaszczystych, w estuariach i w lagunach. Najchętniej wybierają wybrzeża poprzeplatane skalistymi i piaszczystymi obszarami. Żywią się między innymi czareczkami, omułkami (w tym omułkami śródziemnomorskimi, Mytilus galloprovincialis) i innymi małżami, wieloszczetami, zwójkami i skorupiakami. Są mniej płochliwe od zalatujących ostrygojadów zwyczajnych. Dorosłe osobniki są osiadłe, przemieszczają się w obrębie wybrzeża i pobliskich wysepek. U osobników młodych występuje dyspersja polęgowa, rzadko jednak udają się dalej niż 160 km od miejsca narodzin. Mogą przebyć do 250 km. Większość stwierdzeń z krańców zasięgu występowania dotyczy właśnie ptaków młodocianych.

### Lęgi

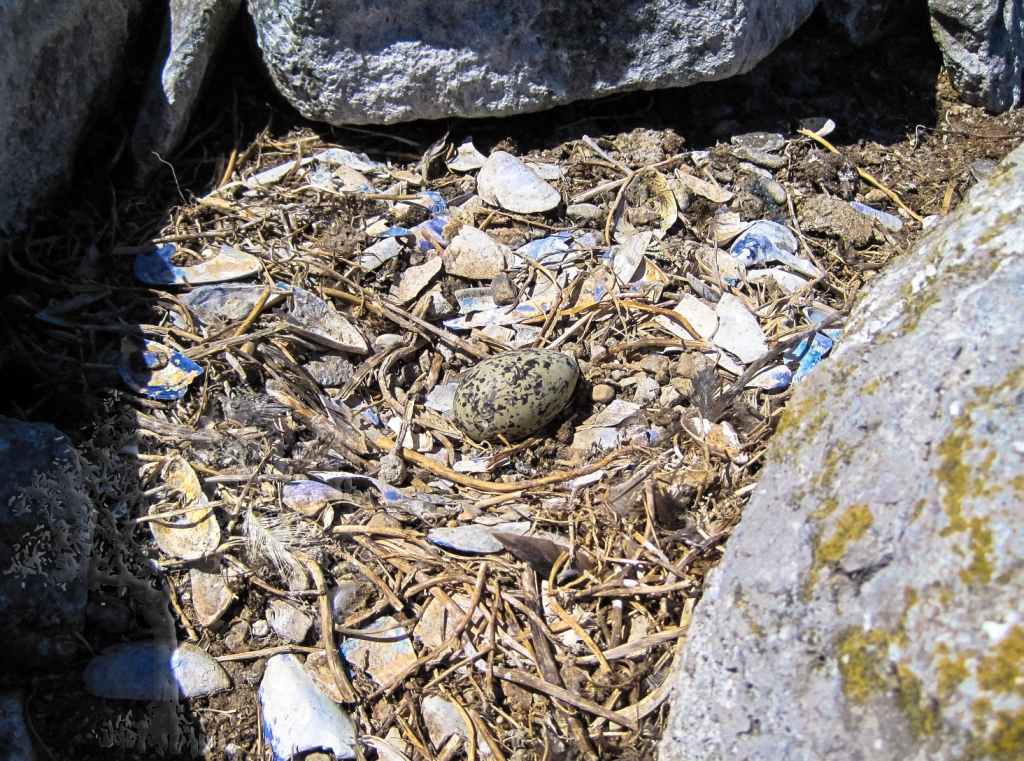
Gniazdo ostrygojada afrykańskiego

Okres składania jaj trwa od sierpnia do kwietnia, głównie od grudnia do lutego. W Namibii lęgi ostrygojadów afrykańskich odbywają się nieco później niż w południowej Afryce. Gniazdo ma formę zagłębienia w piasku. Na kamienistym podłożu ostrygojady wyznaczają brzeg gniazda zebranymi muszlami lub składają jaja wprost na ziemi. Miejscami ostrygojady afrykańskie tworzą gęsto zasiedlone kolonie. Szczególnie na wyspach są narażone na drapieżnictwo ze strony wprowadzonych ssaków oraz ludzi. Zniesienie liczy 1–2 jaja. Inkubacja trwa 27–39 dni, wysiadują oboje rodzice. Młode przez całą dobę przebywają pod opieką rodziców w strefie pływów lub jej pobliżu. Opierzają się w pełni po 35–40 dniach życia, po kolejnych 2–6 miesiącach stają się w pełni samodzielne. Sukces lęgowy wynosi 0,3–0,6 młodego na parę na wolnych od drapieżników wyspach. W interiorze zwykle jest niższy, choć w Rezerwacie przyrody De Hoop (Prowincja Przylądkowa Zachodnia) odnotowano sukces lęgowy rzędu 0,7–0,9 młodego/parę. Prawdopodobnie dojrzałość rozrodczą samice osiągają w wieku 3 lat, samce – 4. Długość życia wynosi do 18 lat.

## Status zagrożenia
IUCN uznaje ostrygojada afrykańskiego za gatunek najmniejszej troski (LC, Least Concern) od 2017. Wcześniej nadawano mu rangę gatunku bliskiego zagrożenia (NT, Near Threatened). Istnieją przesłanki, by stwierdzić, że w latach 80. XX wieku wydajność rozrodcza polepszyła się po inwazji omułków śródziemnomorskich. Na początku pierwszej dekady XXI wieku oceniano liczebność populacji na 6670 osobników. Szczyt sezonu lęgowego ostrygojadów afrykańskich zbiega się ze szczytem aktywności rekreacyjnej ludności, co skutkuje niepokojeniem ptaków i zmniejszeniem sukcesu lęgowego. Problem stanowią również pojazdy poruszające się poza drogami, które wzburzają podłoże, niszczą jaja i zabijają młode. Niepokojenie ptaków w sezonie lęgowym powoduje również, że dorosłe osobniki zbyt długo przebywają poza gniazdem. W konsekwencji jaja i młode ulegają przegrzaniu lub padają ofiarą mew południowych (Larus dominicanus).